# Omara Portuondo

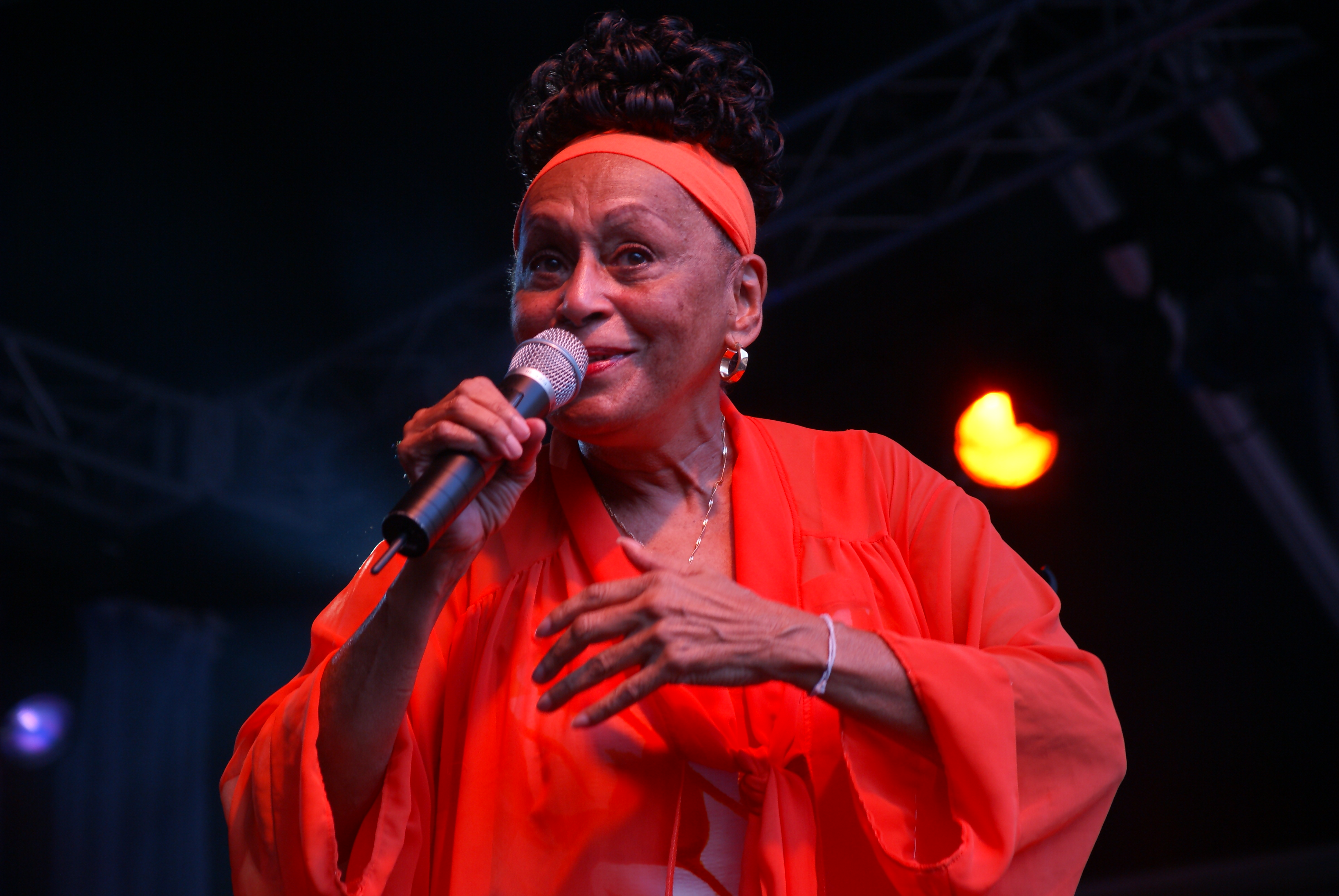
Omara Portuondo

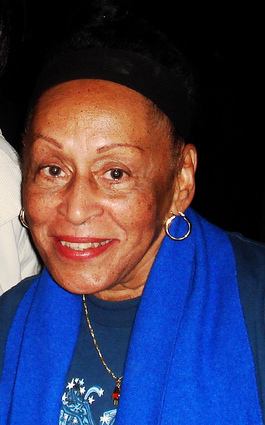
Omara Portuondo

Omara Portuondo Peláez (* 29. října 1930 Havana, Kuba) je kubánská zpěvačka stylu bolero.

## Život a kariéra
Omara Portuondo Peláez se narodila v havanské čtvrti Cayo Hueso. Její matka pocházela z bohaté španělské rodiny a očekával se od ní sňatek s příslušníkem stejné společenské vrstvy. Vybrala si však jiného partnera, muže, kterého milovala – hráče kubánského baseballového národního družstva. Rodina neměla peněz nazbyt, rodičům to ale na chuti ke zpěvu neubralo. Často si zpívali v kuchyni, pro Omaru a její dvě sestry to byly první hodiny zpěvu. Písně, které doma slýchala, má Omara Portuondo na svém repertoáru dodnes.
Sestra Omary Portuondo Haydée byla tanečnicí známého klubu Tropicana. Omara tak často vídala svou sestru, jak se připravuje na vystoupení, že znala celou choreografii představení zpaměti. Když v roce 1945 opustila jedna z baletek taneční skupinu dva dny před důležitou premiérou, nabídli Omaře místo v souboru. Tak zahájila Omara Portuondo kariéru tanečnice a také spolupráci s tanečníkem Rolandem Espinosou. Jako zpěvačka vystupuje v klubu Tropicana dodnes.

### La novia del feeling
O víkendech zpívala Omara se svou sestrou Haydée a několika dalšími přáteli jazz a swing. Skupina, kterou založili, se jmenovala Loquibambla Swing a účinkovali v ní ještě César Portillo de la Luz, José Antonio Méndez a pianista Frank Emilio Flynn. Styl, kterým hráli (kubánská verze Bossa Novy s vlivy amerického jazzu), byl známý jako „feeling“, či ve španělském přepisu „filin“. Tak byla Omara při svém rozhlasovém debutu představena jako „Srta. Omara Brown, la novia del filin“ . Anglické jméno bylo brzy zapomenuto, ale jako „La Novia del Filin“ je Omara Portuondo mezi Kubánci známá dodnes.
V roce 1950 se Omara Portuondo stala členkou Orquesta Anacaona. O dva roky později, v roce 1952, zakládá se svou sestrou Haydée ženský vokální kvartet – dalšími dvěma členkami byly Elena Burke a Moraima Secada. Uměleckou vedoucí byla pianistka Aída Diestro. Skupina se stala jedním z nejvýznamnějších souborů v kubánských hudebních dějinách. Vokální aranžmá Aídy Diestro byla velmi moderní a inovativní. V souboru zvaném Cuarteto las D´Aida působila Omara Portuondo plných 15 let. Soubor nahrál pouze jedno album u firmy RCA Victor (1957), podnikl ale četná turné.

### Sólová kariéra
Jako sólistka debutovala Omara Portuondo v roce 1959 albem Magia Negra. V tomto albu se prolíná kubánská hudba s jazzem; obsahuje některé skladby Duka Ellingtona. Kubánská krize zastihla Omaru Portuondo se skupinou Las de Aída na turné po USA. Skupina se musela vrátit domů a krize nakonec vyústila v dlouholetou izolaci Kuby. S Las de Aída pak zpívala až do roku 1967, kdy se rozhodla věnovat se nadále sólové dráze.
V 70. letech zpívala za doprovodu Orquesta Aragón, vystupovala ve Francii, Japonsku, Belgii, Finsku a Švédsku. V průběhu následujících dvaceti let realizovala mnoho nahrávek, mezi nejlepší se řadí album z roku 1984 pořízené ve spolupráci s Adalbertem Álvarezem a dvě alba vydaná pro španělské hudební vydavatelství Nubenegra – Palabras a Desafíos.

### Nejnovější doba
Do mezinárodního povědomí se dostala Omara Portuondo v souvislosti s projektem Ry Coodera Buena Vista Social Club a také díky stejnojmennému dokumentárnímu filmu režiséra Wima Wenderse. V roce 2000 pak vychází zpěvačce u hudebního vydavatelství World Circuit album Buena Vista Social Club presenta... Omara Portuondo jako třetí album této série. Omaru Portuondo doprovází na této desce Rubén González na klavír, Orlando „Cachaíto“ López na kontrabas a Manuel „Guajiro“ Mirabal na trubku. Ke spolupráci byli přizváni i Eliades Ochoa, Compay Segundo, Manuel Garban a Ibrahim Ferrer. Album bylo velmi příznivě přijato kritikou i posluchači a Omara Portuondo podnikla v letech 2000–2001 celosvětové turné spolu s přáteli z klubu Buena Vista Rubénem Gonzálesem a Ibrahimem Ferrerem.
V roce 2002 podnikla Omara Portuondo další světové turné po Severní Americe a Evropě, na podzim téhož roku se zúčastnila jazzového festivalu v Japonsku. V létě roku 2003 se zúčastnila několika evropských festivalů, mezi nimiž nechyběl legendární One World Stage festival v Glastonbury, na podzim pak ještě podnikla turné po Kanadě a Spojených státech.
V září 2003 nahrála zpěvačka v havanském studiu EGREM svou druhou desku u vydavatelství World Circuit, produkce se tentokrát ujali Nick Gold a Alê Siquiera. Album s názvem Flor de Amor je změnou ve směřování Omary Portuondo směrem k jemnější poloze. Kubánský doprovodný orchestr doplnili brazilští hudebníci, kteří dali nahrávce jiný, odlišný zvuk. V roce 2004 pak Omara Portuondo představila toto album na úspěšném evropském turné s více než 45 zastávkami.
Režisér Fernando Pérez natočil o této významné interpretce kubánské hudby dokumentární film s názvem Omara. Za svůj přínos kubánské kultuře obdržela Omara Portuondo vysoké kubánské státní vyznamenání Orden Félix Varela prvního stupně.

## Diskografie a filmografie
(Neúplný výběr z diskografie)

### Sólová alba
- Magia Negra, 1958
- Como un milagro, s J. Márquezem a jeho skupinou, 1966
- Esta es Omara Portuondo, 1967
- Omara Portuondo, 1967
- Omara Portuondo y Martín Rojas (nahráno ve Finsku), 1974
- Y tal vez, 1981
- Omara Portuondo, 1983
- Jorrín, s Tito Bermúdezem, Omara y Farah, 1984
- Omara Portuondo canta el son, 1984
- Soy cubana, 1991
- Pensamientos, 1995
- Omara Portuondo, s Adalbertem Alvarezem, 1995
- Cuarteto Las D’Aida (reedice LP z roku 1957), 1995
- Palabras (nahráno ve Španělsku), 1995 (Nubenegra)
- Amigas (spoluúčinkují Moraima Secada a Elena Burke), 1996
- La Novia del Feeling, 1997
- Desafíos (spoluúčinkuje Chucho Valdés), 1997 (Nubenegra)
- Buena Vista Social Club presents... Omara Portuondo, 2000 (World Circuit)
- Omara Portuondo – La Colección Cubana, 2000
- Flor de amor, 2006 (World Circuit)
- Lágrimas negras – canciones y boleros, 2006

### Spolupráce na dalších albech
- A María Teresa Vera, 1995
- Havana nights, 1996
- Cómo es posible, Yohiro Hiroishi, 1997
- Cuba! Cuba! Light, spoluúčinkují Los Van Van, 1997
- Buena Vista Social Club, 1997 (World Circuit)
- Buena Vista Social Club presents... Ibrahim Ferrer, 1997 (World Circuit)
- Richard Egües & Friends, 1999
- Havana Café (spoluúčinkuje Barbarito Torres), 1999
- La charanga eterna, Orquesta Aragón, 1999
- Distinto diferente, Afro Cuban All Stars, 1999
- Cuba le canta a Serrat, homenaje a Joan Manuel Serrat, 2005

### Filmy
- Buena Vista Social Club (dokumentární film, též na DVD, režie Wim Wenders), 1999 (Road Movies Filmproduktion)